# Literatura africana
El término literatura africana hace referencias a la literatura creada por los pueblos de África. Tal y como indica George Joseph en la primera página del capítulo dedicado a la literatura africana en su obra Understanding Contemporary Africa, mientras la idea europea de literatura generalmente hace referencia a los textos escritos, en África este concepto incluye también la literatura oral.
Tal y como indica Joseph, mientras que la visión de los europeos separa a menudo arte y contenido, el concepto africano es inclusivo:

La literatura puede implicar un uso artístico de las palabras motivado por un interés al arte. Sin negar la importancia de la estética en África, debemos tener claro que, tradicionalmente, los africanos no separan de un modo radical arte de educación. En lugar de escribir o cantar por la propia belleza, los escritores africanos, tomando ejemplo de la literatura oral, utilizan la belleza para ayudar a comunicar verdades importantes e información a la sociedad. De hecho, un objeto se considera bello por las verdades que muestra y por las comunidades que ayuda a construir.

## Primeros escritos
La primera literatura indígena en el norte de África se sitúa en el Antiguo Egipto, cuya literatura ha sobrevivido en escritura jeroglífica. Los norteafricanos contribuyeron también con el idioma fenicio, el idioma griego y el latín. Se ha perdido la mayor parte del material fenicio, procedente de Cartago y otras colonias en el continente. Bajo el patronazgo real de Tolomeo, los estudiosos de Alejandría organizaron la Biblioteca de Alejandría y los escritores alejandrinos contribuyeron a incrementar el material conservado en la institución. Escritores norteafricanos en latín incluyen a Apuleyo y Agustín de Hipona.
Durante el periodo islámico, norteafricanos como Ibn Jaldún consiguieron destacar dentro de la literatura árabe.

## Literatura oral
La literatura oral puede ser en prosa o en verso. La prosa es a menudo de temática mitológica o histórica y puede incluir cuentos. Los contadores de historias en África utilizan a menudo una técnica en la que esperan respuesta por parte de su audiencia. La poesía, a menudo cantada, incluye: narrativa épica, versos rituales, poemas a los gobernantes o a personajes destacados. También hay canciones de amor, de trabajo, para niños, proverbios y adivinanzas.

## Literatura precolonial
Un ejemplo de la literatura previa a la colonización de África está en la Época de Sundiata, compuesta en Malí en la Edad Media. Otros ejemplos son la Épica de Dinga, del antiguo imperio de Ghana o el libro de los reyes de Etiopía. Una historia popular del folclore africano es la historia de un pequeño animal y los trucos que utiliza para enfrentarse a criaturas de mayor tamaño. Algunos de estos animales son Anansi, una araña del folclore de los Ashanti de Ghana; Àjàpá, una tortuga de los Yoruba de Nigeria; y Sungura, una liebre que aparece en el folclore de la zona este de África.

## Literatura colonial
Las obras más conocidas del periodo colonial son las que tratan sobre el comercio de esclavos como la de Olaudah Equiano The Interesting Narrative of the Life and Adventures of Olaudah Equiano también llamada Gustavus Vassa, el Africano (1789)
En el periodo colonial, los africanos expuestos a las lenguas occidentales comenzaron a escribir en esas lenguas. En 1911, Joseph Ephraim Casely Hayford (también conocido como Ekra-Agiman) de la Costa de Oro (actual Ghana) publicó la que probablemente sea la primera novela africana escrita en inglés, Ethiopia Unbound: Studies in Race Emancipation. Aunque la obra se mueve entre la ficción y la defensa política, su publicación y las críticas positivas en la prensa occidental marcan un momento decisivo en la literatura africana.
Durante este periodo, empezaron a surgir obras de teatro africanas escritas en inglés. Herbert Isaac Ernest Dhlomo de Sudáfrica publicó la primera obra africana en inglés, The Girl Who Killed to Save: Nongqawuse el Libertador en 1935.  En 1962, Ngũgĩ wa Thiong'o de Kenia escribió el primer drama de África Oriental, El ermitaño negro, un cuento con moraleja sobre el "tribalismo" (discriminación entre tribus africanas).
En el periodo comprendido entre el final de la Segunda Guerra Mundial y las independencias nacionales, la literatura africana muestra temas relacionados con la independencia y la liberación y, sobre todo en los territorios controlados por Francia, aparece la negritud. Uno de los líderes de este movimiento, el poeta y presidente de Senegal Léopold Sédar Senghor, publicó la primera antología de poesía africana escrita en francés, Anthologie de la nouvelle poésie nègre et malgache de langue française (Anthology of the New Black and Malagasy Poetry in the French Language (1948) que incluía un prólogo del escritor francés Jean-Paul Sartre.
Una de las primeras obras de la literatura africana que recibió un importante reconocimiento de la crítica mundial fue Las cosas se desmoronan, de Chinua Achebe. Publicada en 1958, en las postrimerías de la época colonial, Cosas aparte analizaba el efecto del colonialismo en la sociedad tradicional africana.
Para muchos escritores este énfasis no se limitó a su publicación. Muchos, de hecho, sufrieron profunda y directamente censurados por dejar de lado sus responsabilidades artísticas para participar activamente en la guerra, Christopher Okigbo fue asesinado en la batalla por Biafra contra el movimiento nigeriano de la guerra civil de los años sesenta; Mongane Wally Serote fue detenido en virtud de la Ley de Terrorismo nº 83 de 1967 de Sudáfrica entre 1969 y 1970, y posteriormente liberado sin haber sido juzgado; en Londres en 1970, su compatriota Arthur Norje se suicidó; Jack Mapanje de Malawi fue encarcelado sin cargos ni juicio por un comentario fuera de lugar en un pub universitario; y, en 1995, Ken Saro-Wiwa fue ahorcado por la junta nigeriana.

## Literatura post-colonial
Con la liberación y el aumento de la alfabetización conseguido por numerosas naciones africanas tras su independencia, la literatura aumentó en cantidad y reconocimiento la literatura africana ha crecido de forma espectacular en cantidad y reconocimiento, con numerosas obras africanas que aparecen en los programas académicos occidentales y en las listas de "lo mejor" recopiladas desde finales del siglo XX.  Los escritores africanos de este periodo escribieron tanto en lenguas occidentales (sobre todo en inglés, francés y portugués) como en lenguas africanas tradicionales, como la hausa.
Según Ali A. Mazrui aparecen siete conflictos como temas: el choque entre el pasado y el presente de África, entre tradición y modernidad, entre lo indígena y lo extranjero, entre individualismo y comunidad, entre socialismo y capitalismo, entre desarrollo e independencia y entre la africanidad y la humanidad. Otros temas incluyen los problemas sociales como la corrupción, las disparidades económicas en los nuevos países independientes y los derechos y deberes de las mujeres-, Las escritoras están hoy mucho mejor representadas en la literatura africana publicada que antes de la independencia.
En 1986, el nigeriano Wole Soyinka se convirtió en el primer escritor africano posterior a la independencia en ganar el Premio Nobel de literatura. Anteriormente, el argelino Albert Camus había recibido el premio en 1957. Otros africanos Los premios Nobel de Literatura son Naguib Mahfouz (Egipto) en 1988, Nadine Gordimer (Sudáfrica) en 1991, John Maxwell Coetzee (Sudáfrica) en 2003, Doris Lessing (Reino Unido/Zimbabue) en 2007, y Abdulrazak Gurnah (Tanzania) en 2021.

## Evolución contemporánea
Se observa mucha producción literaria en África desde el comienzo de la década actual (2010), incluso si los lectores no siempre siguen en grandes cantidades. También notamos la aparición de cierta escritura que rompe con el estilo académico. Además se puede deplorar hoy en el continente la escasez de críticos literarios. Los eventos literarios  parecen estar muy de moda, incluidos los premios literarios, algunos de los cuales se distinguen por sus conceptos originales. El caso de los Grandes Premios de las Asociaciones Literarias es bastante ilustrativo.

## Novelistas destacados
- Chinua Achebe
- Chimamanda Ngozi Adichie
- Gracy Ukala
- Daniel Olorunfemi Fagunwa
- Mariama Bâ
- Donato Ndongo-Bidyogo
- Maria Nsue Angüe
- Ousmane Sembène
- Ngugi wa Thiong'o
- Benjamin Sehene
- Thomas Mofolo
- Tsitsi Dangarembga
- Dambudzo Marechera
- Yvonne Vera
- Mia Couto
- Ayi Kwei Armah
- Ben Okri
- Jean de Dieu Madangi
- Amin Zaoui
- Ken Bugul
- Maïssa Bey

## Principales poetas africanos
- Chinua Achebe
- Gracy Ukala
- Wole Soyinka
- Christopher Okigbo
- Lenrie Peters
- Kofi Anyidoho
- Dennis Brutus
- Kofi Awoonor

## Algunos libros de escritores africanos
- Peter Abrahams (Sudáfrica): Tell Freedom, Mine Boy (1946), This Island Now, A Wreath for Udomo (1956) (1946)
- Chinua Achebe (Nigeria): Flecha de Dios (1964), Ya no estoy tranquilo (1960), Las cosas se desmoronan (1958), Un hombre del pueblo (1966), Hormigas de la sabana (1987), Había un país, Chicas en guerra y otros cuentos, Chike y el río
- Chimamanda Ngozi Adichie (Nigeria): La flor púrpura (2003), La mitad de un sol amarillo (2006), Americanah (2013)
- Chigozie Obioma (Nigeria): Los pescadores (2015), Una orquesta de minorías (2019)
- José Eduardo Agualusa (Angola): Temporada de lluvias, Criollo, El libro de los camaleones, Las mujeres de mi padre
- Ama Ata Aidoo (Ghana): Nuestra hermana Killjoy (1977), Cambios: una historia de amor (1991)
- Mohammed Naseehu Ali (Ghana): El profeta de la calle Zongo -->
- Germano Almeida (Cabo Verde): O dia das calças roladas (1982), El último testamento del señor da Silva Araújo
- Elechi Amadi (Nigeria): La concubina, Los grandes estanques, Atardecer en Biafra
- Ayi Kwei Armah (Ghana): Los bellos aún no han nacido (1968), Dos mil estaciones (1973)
- Sefi Atta (Nigeria): Todo lo bueno vendrá (2005)
- Ayesha Harruna Attah (Ghana): Harmattan Rain
- Mariama Bâ (Senegal): Une si longue lettre (Una carta tan larga)
- Chris Barnard (Sudáfrica): Bundu, Mahala
- Ishmael Beah (Sierra Leona): Un largo camino, El resplandor del mañana
- Mongo Beti (Camerún): El pobre Cristo de Bomba
- André Brink (Sudáfrica): 'n Droe Wit Seisoen (Una estación blanca seca)', Gerugte van Reen (Rumores de lluvia)
- J. M. Coetzee (Sudáfrica): Disgrace (1999), Vida y tiempos de Michael K (1983)
- Mia Couto (Mozambique): Terra Sonâmbula (Tierra sonámbula)
- Ungulani Ba Ka Khosa (Mozambique): Ualalapi (1987)
- Luís Bernardo Honwana (Mozambique): Nós Matamos O Cão-Tinhoso e Outros Contos, Matamos al perro sarnoso y otros cuentos
- Tsitsi Dangarembga (Zimbabue): Condiciones nerviosas (1988), El libro del no (2006), Este cuerpo llorable
- Mohammed Dib (Argelia): La grande maison
- E. K. M. Dido (Sudáfrica): n Stringetjie Blou Krale (Un collar de cuentas azules), Die Storie van Monica Peters (La historia de Monica Peters)
- Assia Djebar (Argelia): Les Enfants du Nouveau Monde
- K. Sello Duiker (Sudáfrica): Thirteen Cents (2000), The Quiet Violence of Dreams
- Buchi Emecheta (Nigeria): El precio de la novia (1976), La esclava (1977), Las alegrías de la maternidad (1979), Destino Biafra (1982)
- Daniel Olorunfemi Fagunwa (Nigeria): Ogboju odẹ ninu igbo irunmalẹ (El bosque de los mil demonios)
- Nuruddin Farah (Somalia): De una costilla torcida (1970), Maps, Leche agridulce
- Athol Fugard (Sudáfrica): Tsotsi
- Nadine Gordimer (Sudáfrica): La hija de Burger (1979), El conservacionista (1974), La gente de julio
- Alex La Guma (Sudáfrica): En la niebla del fin de las estaciones (1972), El país de la piedra (1967), El tiempo del pájaro carnicero (1979), Un paseo por la noche (2020)
- Abdulrazak Gurnah (Tanzania): Paraíso (1994), Por el mar (2001), Vidas posteriores
- Bessie Head (Botsuana): Cuando las nubes de lluvia se juntan, Maru, Una cuestión de poder
- Moses Isegawa (Uganda): Crónicas abisinias (1998)
- Rayda Jacobs (Sudáfrica): El libro de los esclavos, Ojos del cielo, Confesiones de un jugador
- Tahar Ben Jelloun (Marruecos): La noche sagrada, El niño de arena (1985), Esta cegadora ausencia de luz (2001)
- Cheikh Hamidou Kane (Senegal): L'Aventure ambiguë (1961)
- Malama Katulwende (Zambia): La amargura
- Yasmina Khadra (Argelia): Las golondrinas de Kabul (2002)
- Christopher Zacharia Lameck (Tanzania): El padre mítico, Perdido, Ztraceni La locura europea,
- Camara Laye (Guinea): El niño africano (L'Enfant noir), El resplandor del rey (1954)
- Naguib Mahfouz (Egipto): El principio y el fin (1949), Trilogía de El Cairo, Los niños de Gebelawi, El callejón de Midaq'
- Charles Mangua (Kenia): Hijo de mujer (1971), Una cola en la boca
- Sarah Ladipo Manyika (Nigeria): En dependencia (2008)
- Dambudzo Marechera (Zimbabue): La casa del hambre (1978)
- Dalene Matthee (Sudáfrica): Kringe in 'n bos (Círculos en un bosque)
- Zakes Mda (Sudáfrica): Formas de morir (1995), El corazón de la rojez
- Thomas Mofolo (Sudáfrica/Lesoto): Chaka] (1925)
- Nadifa Mohamed (Somalia) Black Mamba Boy (2010), The Orchard of Lost Souls (2013), The Fortune Men (2021)
- Bai Tamia Moore (Liberia): Murder in the Cassava Patch (1968)
- Fadhy Mtanga (Tanzania): Kizungumkuti, Huba, Fungate
- Meja Mwangi (Kenia): Carcasa para perros (1974), Going Down River Road, Kill Me Quick (1973)
- Ngũgĩ wa Thiong'o (Kenia): Un grano de trigo (1967), Matigari] (1986), Pétalos de sangre (1977), No llores, niño (1964), Mago del cuervo (2006)
- Lewis Nkosi (Sudáfrica): El ego de Mandela (2006), Pájaros en celo (1986), Gente del subsuelo (2002)
- Flora Nwapa (Nigeria): Efuru (1966), Idu (1970), Uno es suficiente, Nunca más, Las mujeres son diferentes
- Nnedi Okorafor (Nigeria): Zahrah the Windseeker (2005)
- Ben Okri (Nigeria): El camino famélico (1991), Hijos del encanto
- Deon Opperman (Sudáfrica): Donkerland (Tierra Oscura), Kruispad (Encrucijada), Hartland (Tierra del Corazón)
- Yambo Ouologuem (Malí): Le Devoir de Violence
- Alan Paton (Sudáfrica): Cry, The Beloved Country (1948)
- Pepetela (Angola): Muana Puó, Mayombe, A Gloriosa Família (1997)
- Sol Plaatje (Sudáfrica): Mhudi (1930)
- Nawal El Saadawi (Egipto): Mujer en el punto cero (1975)
- Tayeb Salih (Sudán): Temporada de migración hacia el norte (1966)
- Wilton Sankawulo (Liberia): Los pájaros cantan
- Karel Schoeman (Sudáfrica): n Ander Land (Otro país), Na die Geliefde Land (Tierra prometida)
- Olive Schreiner (Sudáfrica): La historia de una granja africana (1883)
- Benjamin Sehene (Ruanda): Le Feu sous la Soutane (Fuego bajo la sotana)
- Ousmane Sembène (Senegal): Xala, El estibador negro (Le Docker Noir), Los trozos de madera de Dios (Les Bouts de Bois de Dieu), El último del Imperio (Le dernier de l'Empire), Cicatrices tribales (Voltaïque)
- Wole Soyinka (Nigeria): Los intérpretes (1965), Las estaciones de la anomia (1973), Crónicas del país de los más felices de la tierra (2021)
- Amos Tutuola (Nigeria): El bebedor de vino de palma (1952), Mi vida en el matorral de los fantasmas] (1954), Simbi y el sátiro de la selva oscura, La mujer de las plumas de la selva, La bruja-herbolaria del pueblo remoto, Ajaiyi y su pobreza heredada.
- Marlene van Niekerk (Sudáfrica): Triomf (Triunfo)
- Yvonne Vera (Zimbabue): Butterfly Burning (1998)
- José Luandino Vieira (Angola): Luuanda (1963)
- Joseph Jeffrey Walters (Liberia): Guanya Pau: Historia de una princesa africana (1891)
- Berhanu Zerihun (Etiopía): Ye'imba debdabbéwoch ("Cartas con lágrimas")

### En español
- Díaz Narbona, Inmaculada, Cuentos de Birago Diop: entre la tradición africana y la escritura, Universidad de Cádiz. Servicio de Publicaciones, 1989 ISBN 978-84-7786-994-8
- Quintana Déniz, Pablo José,  La literatura africana hoy, La Laguna. 1985 ISBN 978-84-85896-09-7
- García Ramírez, Paula, Introducción al estudio de la literatura africana en lengua inglesa, Universidad de Jaén. Servicio de Publicaciones e Intercambio Científico, 2000, ISBN 978-84-89869-90-5
- Autores varios, Antología de Escritores Africanos Contemporáneos, Editorial Empatía, 2018 ISBN 978-987-46819-0-4

### En inglés
- Encyclopedia of African Literature, ed Simon Gikandi, London: Routledge, 2003.
- The Cambridge History of African and Caribbean Literature, ed Abiola Irele and Simon Gikandi, 2 vls, Cambridge [u.a.]: Cambridge University Press, 2004. Table of contents
- Daughters of Africa: An International Anthology of Words and Writing by Women of African Descent", ed Margaret Busby (Random House, 1992).
- General History of Africa vol. VIII, ed. Ali A. Mazrui, UNESCO, 1993, ch. 19 "The development of modern literature since 1935," Ali A. Mazrui et al.
- Understanding Contemporary Africa, ed. April A. Gordon and Donald L. Gordon, Lynne Rienner, London, 1996, ch. 12 "African Literature", George Joseph

- Datos: Q386319